# ماري غاريت
ماري غاريت (بالإنجليزية: Mary Garrett)‏ هي فاعلة خير وسفرجات أمريكية، ولدت في 5 مارس 1854 في بالتيمور في الولايات المتحدة، وتوفيت في 1915 في مقاطعة مونتغومري في الولايات المتحدة.